# Богатырёв, Тимур Гаджиевич
Тиму́р Гаджи́евич Богатырёв (4 августа 1965, Каспийск, Дагестанская АССР, РСФСР, СССР) — советский и российский футболист, нападающий, ранее защитник.

## Карьера
Воспитанник ДЮСШ Каспийска. Занимался большим теннисом. Играл в заводской футбольной команде «Заря».
После службы в армии переехал в Белгород, где сначала играл за местную заводскую команду «Сокол». Карьеру на профессиональном уровне начал, играя защитника, в белгородских клубах «Салют» и «Ритм». В сезоне 1992 года переведен в линию нападения, где сразу зарекомендовал себя в качестве бомбардира (29 голов в 42 играх).
В 1993 году перешёл в сочинскую «Жемчужину», в которой провёл 6 сезонов в высшей лиге чемпионата России, где сыграл 152 матча и забил 37 мячей, был капитаном команды. Дебютировал в высшей лиге 13 марта 1993 года в домашнем матче «Жемчужины» против «Асмарала». Первый гол в высшей лиге забил 9 июля 1993 года в ворота московского «Динамо». Матч закончился победой «Жемчужины» — 4:1.
В сезоне 2000 года был заявлен на турнир в первом дивизионе за «Жемчужину» как полузащитник.
После завершения карьеры футболиста работал судьёй региональной категории, обслуживал матчи второго дивизиона зоны «Юг».
В разное время выступал за любительские команды таможни и милиции в чемпионате города Сочи, работал тренером молодёжной команды «Жемчужина».
Богатырёв был главой Краснодарской региональной общественной организации инвалидов «Федерация футбола и спорта инвалидов с заболеванием церебральным параличом», ликвидированной в 2019 году.
Позже — тренер в ДЮСШ-6 и любительском клубе «Флекс» Белгород.